# Pheneps cursitatus
Pheneps cursitatus is een keversoort uit de familie keikevers (Psephenidae). De wetenschappelijke naam van de soort werd in 1987 gepubliceerd door Spangler.